# Петруполі
Петруполі (грец. Πετρούπολη), за кафаревусою Петруполіс (грец. Πετρούπολις) — місто в Греції, в периферії Аттика, передмістя в північно-західній частині Афінської столичної області.

## Розташування і транспорт
Петруполі розташоване між двома піками гірського пасма Егалео. На південний схід від міста лежить Елефсин, на схід — автострада Аттікі-Одос (вихід № 6), проспект Кіфісіас (GR-1/E75), що поєднують місто із Афінами, та проспект Посейдонос — з Піреєм. Головні вулиці міста (проспект 25 березня, вулиці Анатолікіс Роміліас та Періклеос) з'єднують місто з іншими афінськими передмістями — Іліо та Перістері.

## Населення
| Рік  | Населення | Приріст чисельності | Густота, осіб/км² |
| ---- | --------- | ------------------- | ----------------- |
| 1951 | 1.612     | —                   |                   |
| 1961 | 8.520     | 6.908 / 428,54%     |                   |
| 1971 | 18.634    | 10.114 / 118,71%    |                   |
| 1981 | 27.902    | 9.268 / 49,74%      | 3.986 /км²        |
| 1991 | 38.278    | 10.376 / 27,19%     | 5.468,29 /км²     |
| 2001 | 48.327    | 10.049 / 26,25%     | 6.903,86 /км²     |